# جون غيليسبي
جون غيليسبي (بالإنجليزية: John Gillespie)‏ هو مدرب كرة قدم ولاعب كرة قدم بريطاني (وحمل سابقاً جنسية المملكة المتحدة لبريطانيا العظمى وأيرلندا) في مركز الدفاع، ولد في 19 يناير 1872 في المملكة المتحدة. شارك مع منتخب اسكتلندا لكرة القدم. أما مع النوادي، فقد لعب مع نادي رينجرز ونادي فالكيرك ونادي كوينز بارك.

## وصلات خارجية
- جون غيليسبي على موقع قاعدة بيانات كرة القدم.إي يو (الإنجليزية)
- جون غيليسبي على موقع ناشيونال فوتبول تيمز (الإنجليزية)